# Autostrada A555 (Niemcy)
Autostrada A555 (niem. Bundesautobahn 555 (BAB 555) także Autobahn 555 (A555)) – autostrada w Niemczech przebiegająca  z północy na południe i łączy autostradę A4 z autostradą A565 i jednocześnie Kolonię z Bonn w Nadrenii Północnej-Westfalii.
Budowa autostrady została rozpoczęta w 1929 roku. Pracowano nad nią przy użyciu prostych metod, opartych na sile ludzkich rąk, gdyż projekt ten miał na celu zapewnienie zatrudnienia dla licznej grupy bezrobotnych z tego regionu. Całkowite koszty budowy wyniosły 8,6 miliona marek Rzeszy, z czego 3,8 miliona pochodziło z funduszy urzędu do spraw bezrobotnych.
Autostrada otwarta została przez Konrada Adenauera, burmistrza Kolonii w latach 1917–1933 oraz przyszłego kanclerza Niemiec 6 sierpnia 1932 roku. Ponieważ była to pierwsza droga publiczna o ograniczonym dostępie oraz nie miała jednopoziomowych skrzyżowań, uważana jest za najstarszą spośród wszystkich niemieckich autostrad, mimo że do 1958 roku nie miała statusu autostrady. Do momentu rozbudowy do profilu sześciopasowego (po trzy pasy ruchu w każdą stronę) w latach 1964–1966 nie posiadała żadnej bariery między jezdniami.